# Scopariinae
Die Scopariinae, auch Mooszünsler genannt, sind eine Unterfamilie der Crambidae.

## Merkmale
Die Scopariinae sind durch ein ihnen eigenes Zeichnungsmuster der Vorderflügel als Monophylum gekennzeichnet.

## Lebensweise
Das Verbreitungsgebiet der Unterfamilie reicht von den gemäßigten Zonen bis zu den Tropen. Die Raupen fressen Moose, Flechten, Bärlapppflanzen, aber auch Samenpflanzen. Daher kommt auch der Name Mooszünsler für diese Unterfamilie.

## Systematik
Weltweit sind etwa 530 Arten insgesamt bekannt geworden. Die Unterfamilie Scopariinae enthält zurzeit sieben Gattungen; sechs Gattungen mit 54 Arten kommen auch in Europa vor.
- Anarpia incertalis (Duponchel, 1832)
- Cholius luteolaris (Scopoli, 1772)
- Eudonia aequalis Kyrki & Svensson, 1986
- Eudonia alpina (Curtis, 1850)
- Eudonia angustea (Curtis, 1827)
- Eudonia decorella (Stainton, 1859)
- Eudonia delunella (Stainton, 1849)
- Eudonia geminoflexuosa Nuss, Karsholt & Meyer, 1998
- Eudonia interlinealis (Warren, 1905)
- Eudonia lacustrata (Panzer, 1804)
- Eudonia laetella (Zeller, 1846)
- Eudonia liebmanni (Petry, 1904)
- Eudonia lineola (Curtis, 1827)
- Eudonia luteusalis (Hampson, 1907)
- Eudonia melanographa (Hampson, 1907)
- Eudonia mercurella (Linnaeus, 1758)
- Eudonia murana (Curtis, 1827)
- Eudonia parviangusta Nuss, Karsholt & Meyer, 1998
- Eudonia petrophila (Standfuss, 1848)
- Eudonia phaeoleuca (Zeller, 1846)
- Eudonia scoriella (Wollaston, 1858)
- Eudonia senecaensis Huemer & Leraut, 1993
- Eudonia shafferi Nuss, Karsholt & Meyer, 1998
- Eudonia speideli Leraut, 1982
- Eudonia stenota (Wollaston, 1858)
- Eudonia sudetica (Zeller, 1839)
- Eudonia truncicolella (Stainton, 1849)
- Eudonia vallesialis (Duponchel, 1832)
- Gesneria centuriella (Denis & Schiffermüller, 1775)
- Heliothela wulfeniana (Scopoli, 1763)
- Scoparia aequipennalis Warren, 1905
- Scoparia ambigualis (Treitschke, 1829)
- Scoparia ancipitella (La Harpe, 1855)
- Scoparia basistrigalis Knaggs, 1866
- Scoparia carvalhoi Nuss, Karsholt & Meyer, 1998
- Scoparia coecimaculalis Warren, 1905
- Scoparia conicella (La Harpe, 1863)
- Scoparia dicteella Rebel, 1916
- Scoparia gallica Peyerimhoff, 1873
- Scoparia ganevi Leraut, 1985
- Scoparia ingratella (Zeller, 1846)
- Scoparia italica Turati, 1919
- Scoparia manifestella (Herrich-Schäffer, 1848)
- Scoparia obsoleta Staudinger, 1879
- Scoparia perplexella (Zeller, 1839)
- Scoparia pyralella (Denis & Schiffermüller, 1775)
- Scoparia semiamplalis Warren, 1905
- Scoparia staudingeralis (Mabille, 1869)
- Scoparia subfusca Haworth, 1811
- Witlesia pallida (Curtis, 1827)